# Красноглинний (Сєровський міський округ)
Красногли́нний (рос. Красноглинный) — селище у складі Сєровського міського округу Свердловської області.
Населення — 1372 особи (2010, 1389 у 2002).
Національний склад населення станом на 2002 рік: росіяни — 93 %.